# Cherré (Sarthe)
Cherré is een plaats en voormalige gemeente in het Franse departement Sarthe (regio Pays de la Loire) en telt 1419 inwoners (2004). De plaats maakt deel uit van het arrondissement Mamers. Cherré is op 1 januari 2019 gefuseerd met de gemeente Cherreau tot de gemeente Cherré-Au. 

## Geografie
De oppervlakte van Cherré bedraagt 18,8 km², de bevolkingsdichtheid is 75,5 inwoners per km².
De onderstaande kaart toont de ligging van Cherré (Sarthe) met de belangrijkste infrastructuur en aangrenzende gemeenten.

## Demografie
Onderstaande figuur toont het verloop van het inwonertal (bron: INSEE-tellingen).